# Тіран (Мазендеран)
Тіран (перс. تيران) — село в Ірані, у дегестані Ларіджан-е Софла, у бахші Ларіджан, шагрестані Амоль остану Мазендеран. За даними перепису 2006 року, його населення становило 36 осіб, що проживали у складі 10 сімей.

## Клімат
Середня річна температура становить 9,50°C, середня максимальна – 24,18°C, а середня мінімальна – -5,31°C. Середня річна кількість опадів – 237 мм.
| Клімат поселення                              | Клімат поселення | Клімат поселення | Клімат поселення | Клімат поселення | Клімат поселення | Клімат поселення | Клімат поселення | Клімат поселення | Клімат поселення | Клімат поселення | Клімат поселення | Клімат поселення | Клімат поселення |
| Показник                                      | Січ.             | Лют.             | Бер.             | Квіт.            | Трав.            | Черв.            | Лип.             | Серп.            | Вер.             | Жовт.            | Лист.            | Груд.            |                  |
| Середній максимум, °C                         | 2,37             | 3,10             | 5,94             | 12,18            | 17,18            | 21,16            | 24,18            | 24,00            | 20,80            | 16,07            | 10,25            | 5,21             |                  |
| Середня температура, °C                       | −1,48            | −0,74            | 2,11             | 8,34             | 13,35            | 17,32            | 19,95            | 19,76            | 16,55            | 11,84            | 6,00             | 0,97             |                  |
| Середній мінімум, °C                          | −5,31            | −4,59            | −1,74            | 4,50             | 9,50             | 13,49            | 15,72            | 15,54            | 12,34            | 7,60             | 1,77             | −3,27            |                  |
| Норма опадів, мм                              | 27               | 27               | 40               | 29               | 26               | 9                | 7                | 5                | 6                | 19               | 19               | 23               |                  |
| Середньомісячна швидкість вітру, м/с          | 1.49             | 2.11             | 2.89             | 2.99             | 2.51             | 2.11             | 2.10             | 2.00             | 1.85             | 2.03             | 1.85             | 1.53             |                  |
| Середньомісячна сонячна радіація, кДж/м²·день | 9147             | 11852            | 14331            | 17707            | 21221            | 24514            | 24278            | 22464            | 19071            | 14275            | 10773            | 8706             |                  |
| --------------------------------------------- | ---------------- | ---------------- | ---------------- | ---------------- | ---------------- | ---------------- | ---------------- | ---------------- | ---------------- | ---------------- | ---------------- | ---------------- | ---------------- |
| Джерело:                                      |                  |                  |                  |                  |                  |                  |                  |                  |                  |                  |                  |                  |                  |